# Imperial War Museum
Pour les articles homonymes, voir IWM.
L’Imperial War Museum (Musée Impérial de la Guerre) est un organisme national de musées militaires britannique créé en 1917 et aujourd'hui composé de cinq sites, dont trois à Londres. L’Imperial War Museum London est le musée principal du réseau, et le plus visité.

## Historique
Ce musée fut créé en 1917, sous le règne de George V, roi d'Angleterre.

## Organisation
Il y a différents étages à visiter dans le désordre. Le site de l'Imperial Museum London est très libre et les endroits très différents.

### Sites
L'Imperial War Museum est réparti sur cinq sites :
- L'Imperial War Museum London est situé dans la partie centrale de l'ancien Bethlem Royal Hospital. Il concerne la Première et la Seconde Guerre mondiale, il montre aussi les horreurs du nazisme.
- Le bâtiment de guerre HMS Belfast, amarré sur la Tamise en face de la tour de Londres.
- Le Churchill Museum and Cabinet War Rooms, appelé aussi Churchill War Rooms, situé à l'intérieur du centre de commandement de Winston Churchill pendant la Seconde Guerre mondiale.
- L’Imperial War Museum Duxford, situé près de Cambridge, un important musée aéronautique, qui comporte deux collections distinctes : les avions américains et les avions britanniques.
- L’Imperial War Museum North à Manchester.

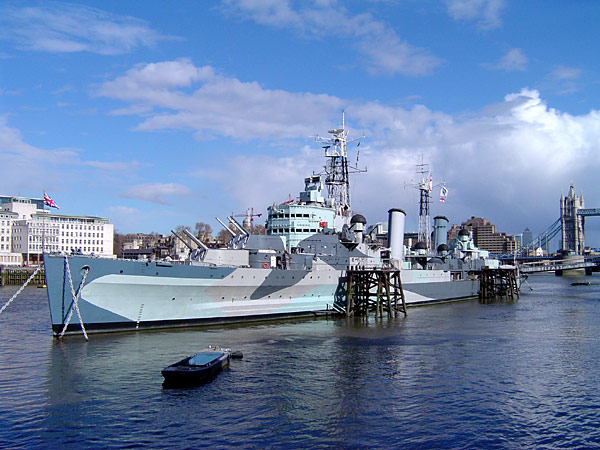
Le HMS Belfast
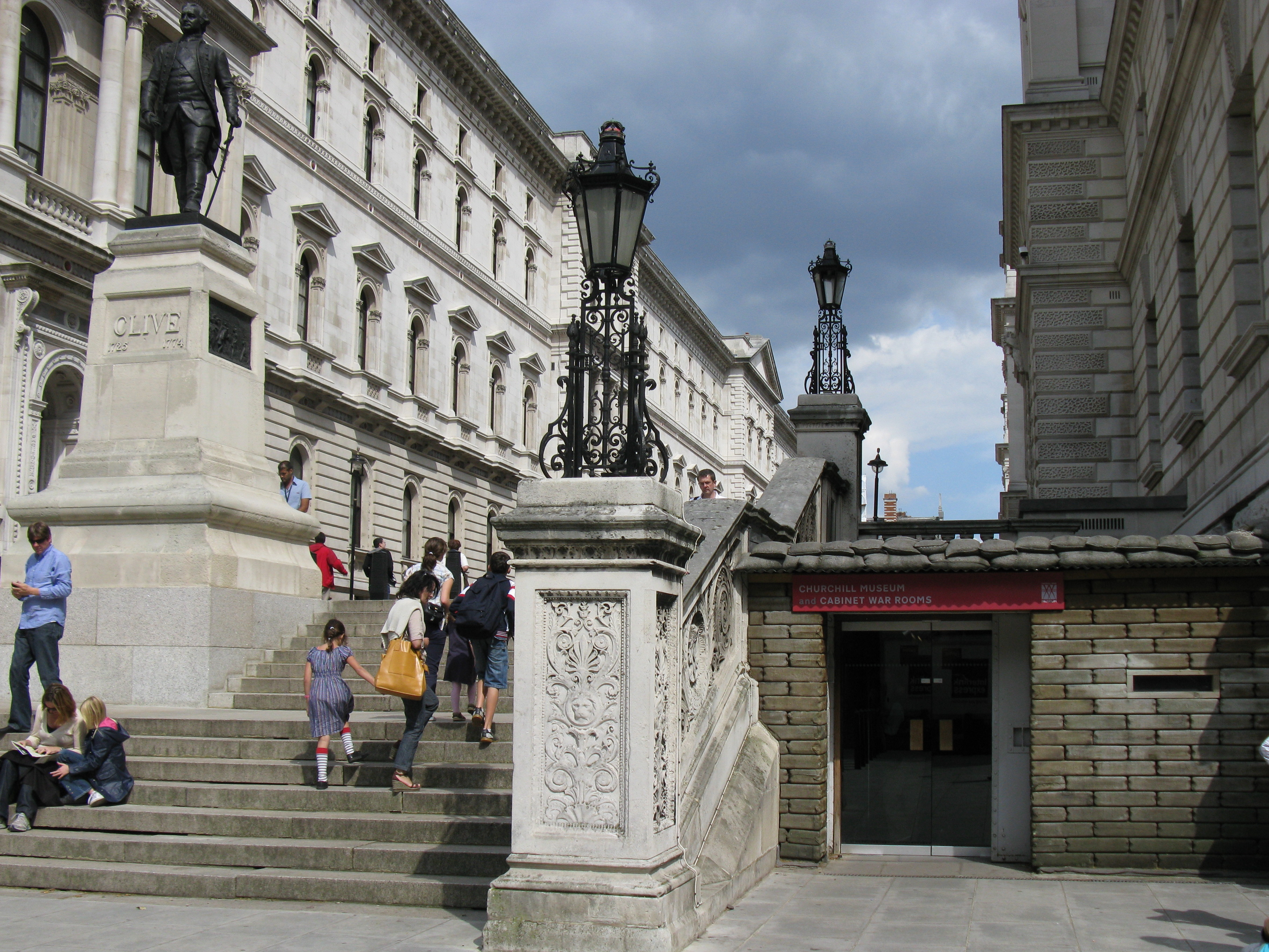
Les Churchill War Rooms
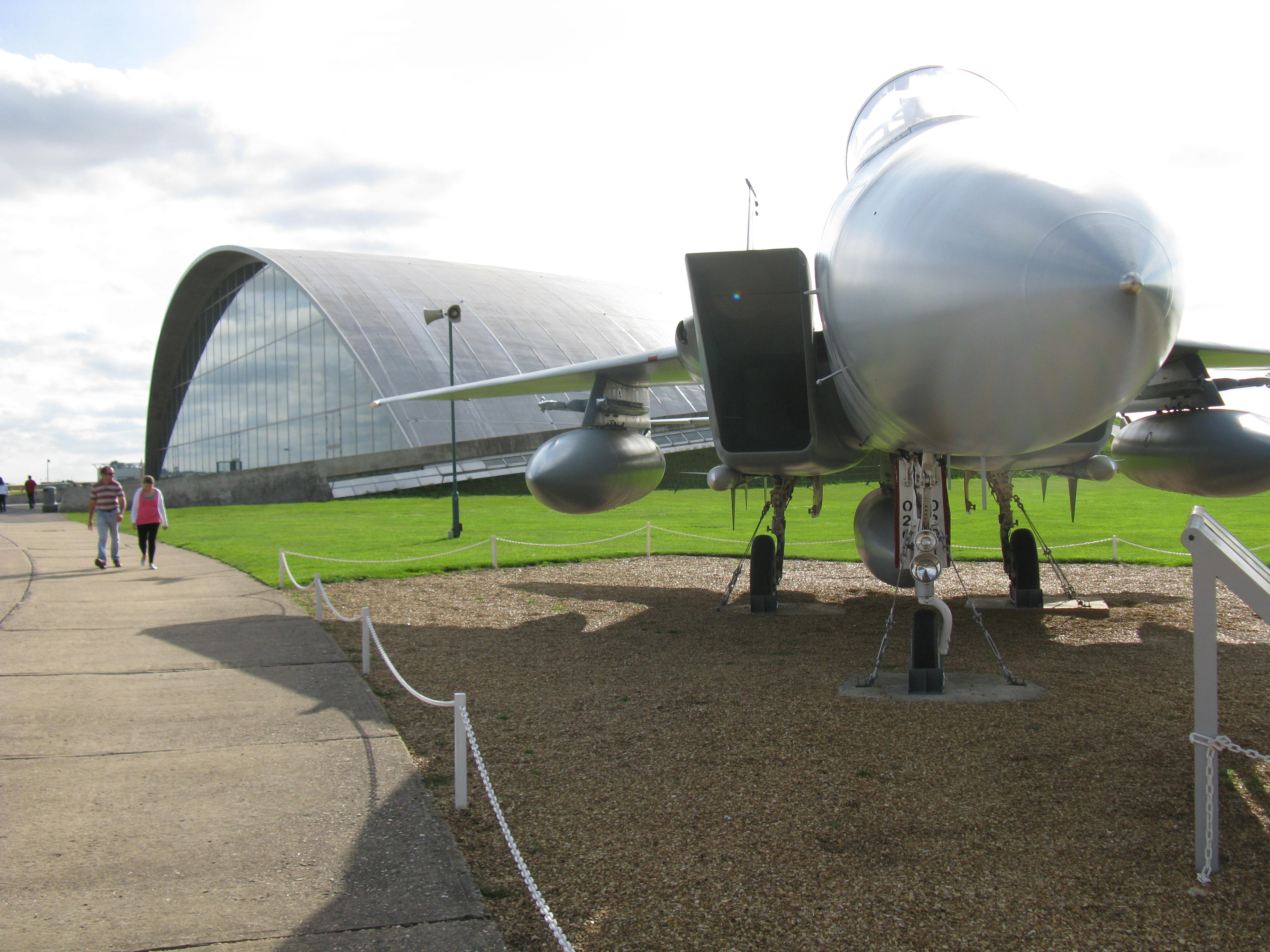
L’Imperial War Museum Duxford
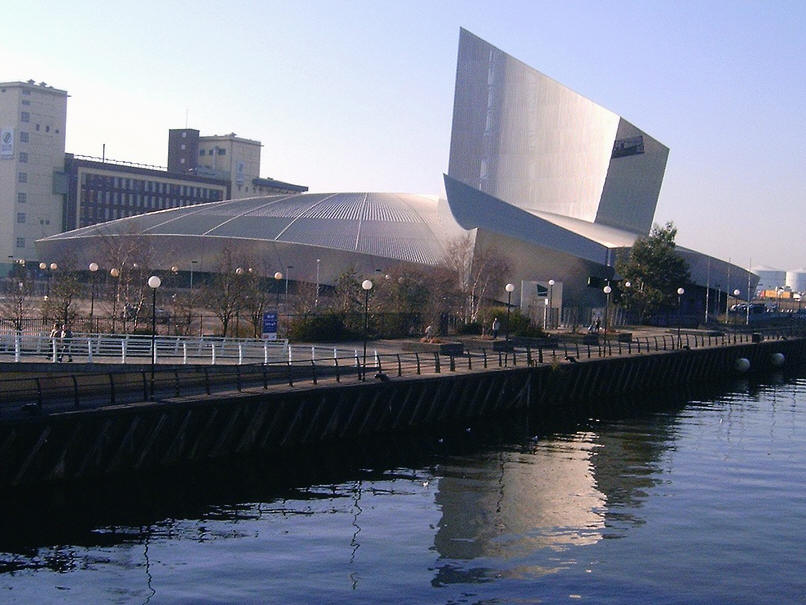
L’Imperial War Museum North
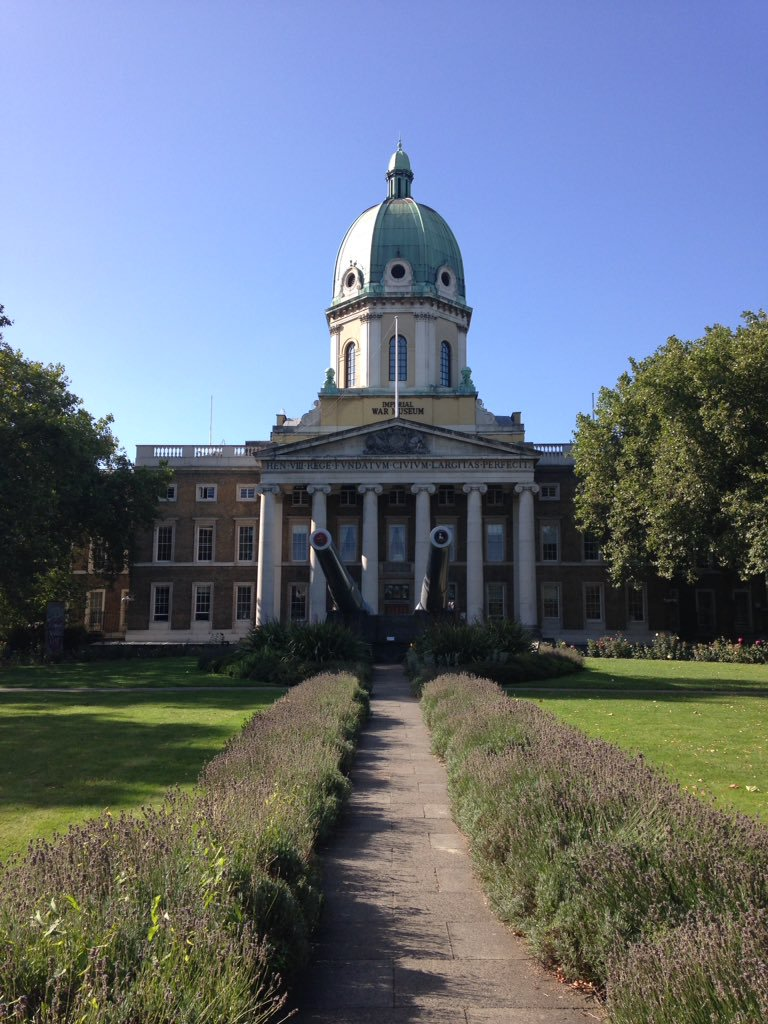
Imperial War Museum Londres

### Direction
Depuis 1917, le musée a connu six directeurs :
- Sir William Martin Conway (1917-1937)
- Leslie Bradley (1937-1960)
- Noble Frankland (en) (1960-1982)
- Alan Borg (en) (1982-1995)
- Sir Robert Crawford (en) (1995-2008)
- Diane Lees (en) (2008-aujourd'hui)

## Départements
Il existe huit départements responsables des différents aspects des collections du musée :
- Le département des documents (Department of Documents)
- Le département artistique (Art department)
- Le département des expositions et des armes à feu (Department of Exhibits and Firearms)
- Le département des livres imprimés (Department of Printed Books)
- Les archives cinématographiques et vidéographiques (Film and Video Archive)
- Les archives photographiques (Photograph Archive)
- Les archives sonores (Sound Archive)
- Le département de l'Holocauste et de l'histoire des génocides (Department of Holocaust and Genocide History)

## Galerie

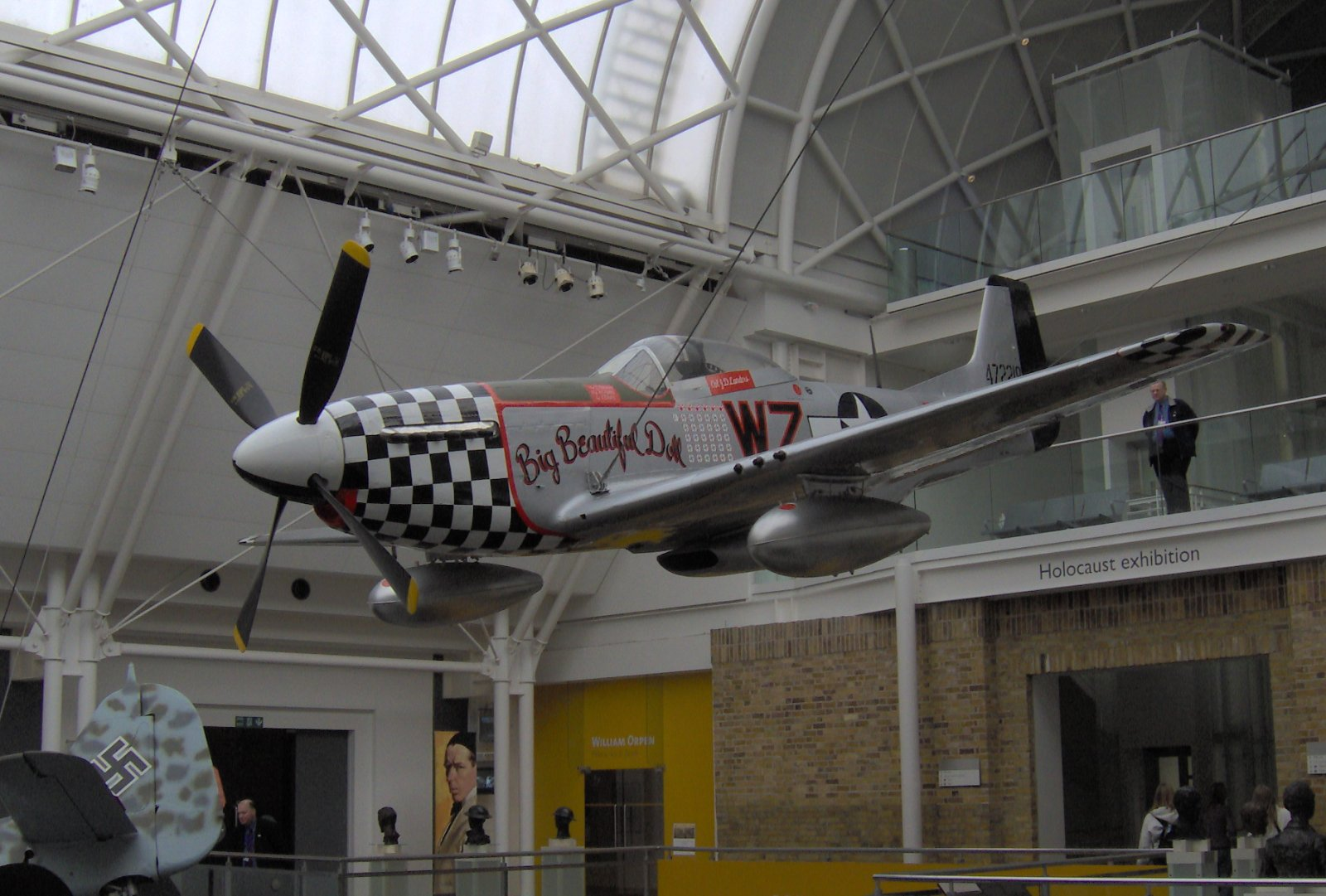
P-51D Mustang au Museum.
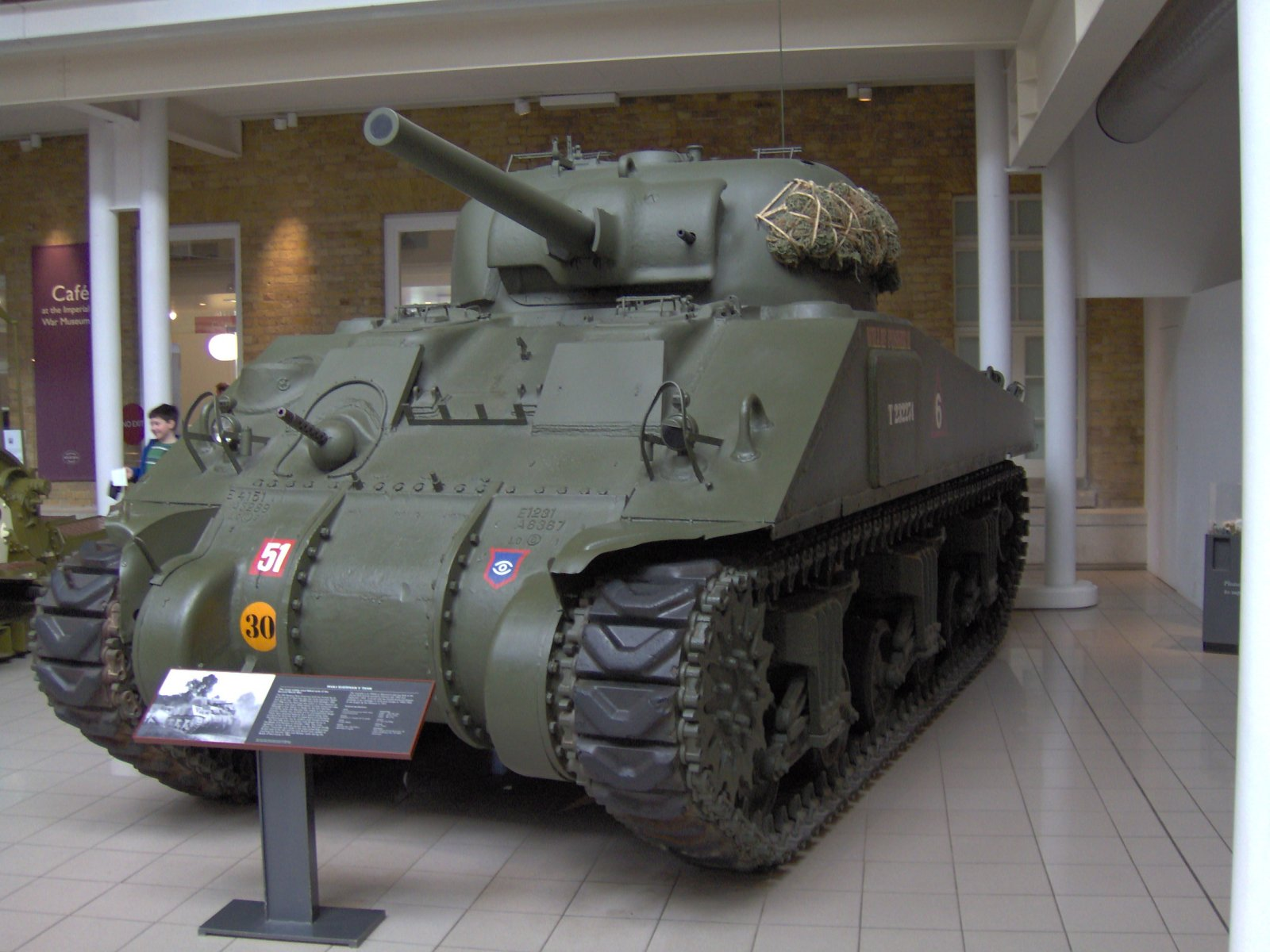
Char M4 Sherman au Museum.
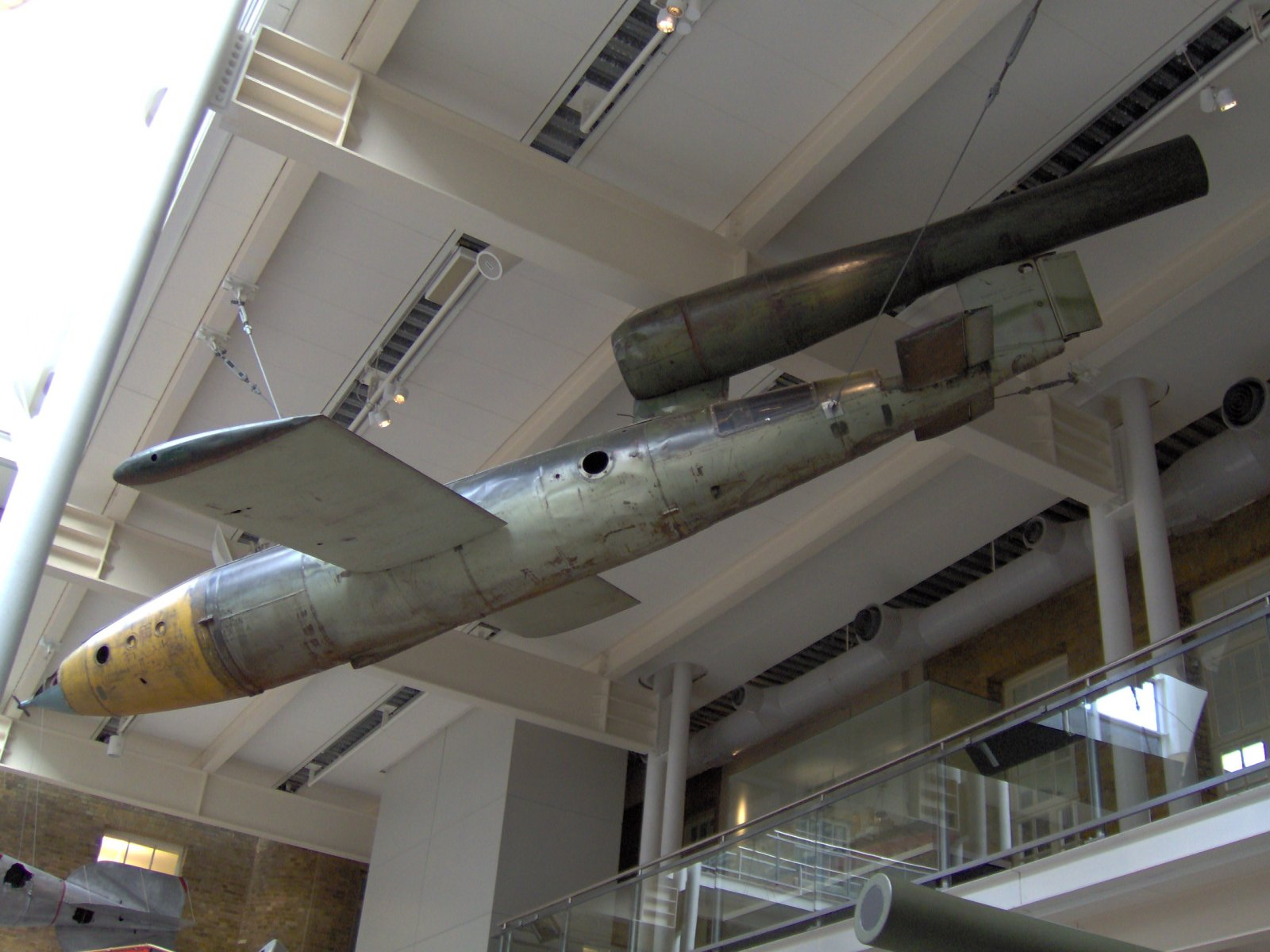
Missile de croisière V1 au Museum.
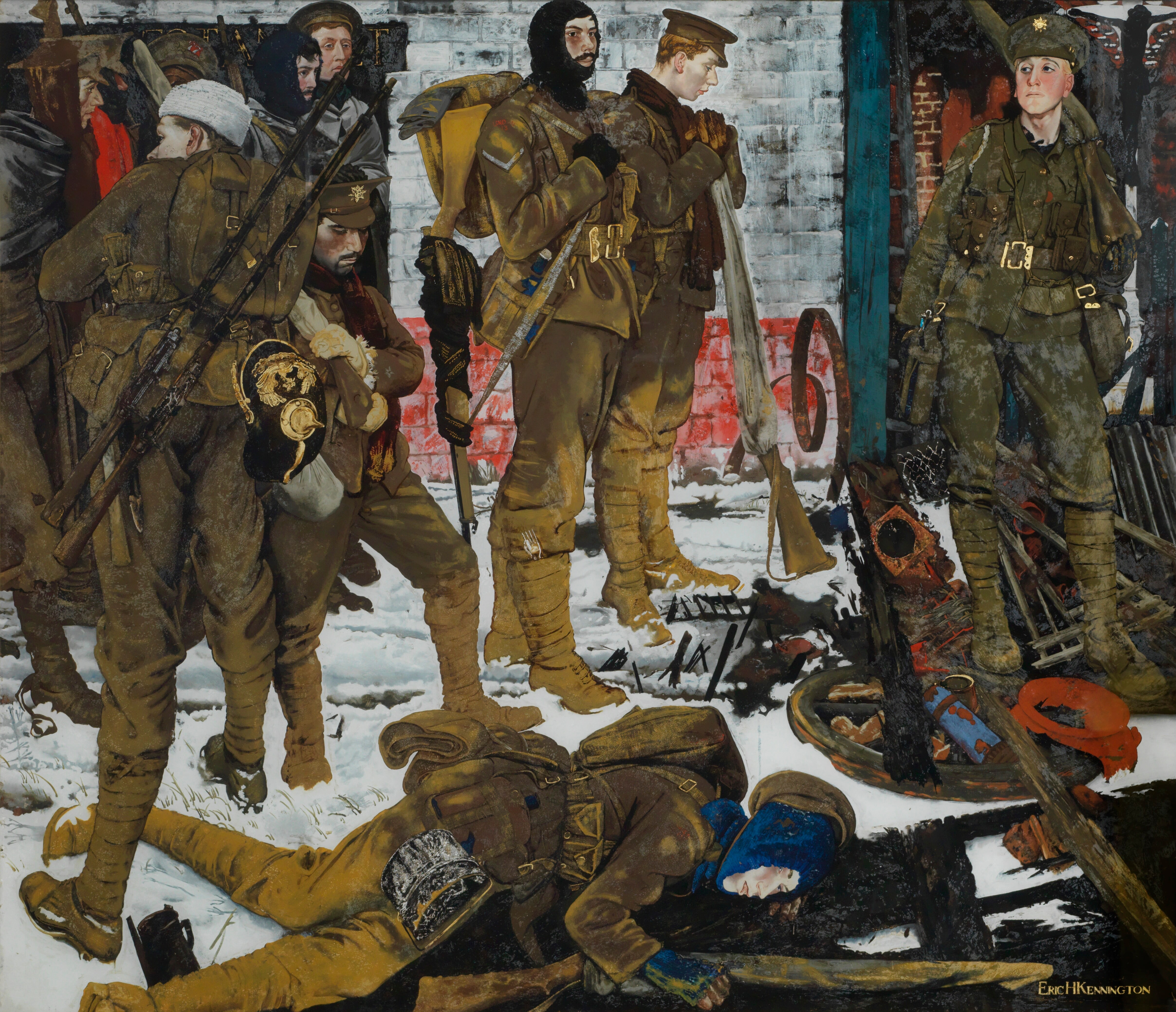
Eric Kennington, The Kensingtons at Laventie (en) (1915).
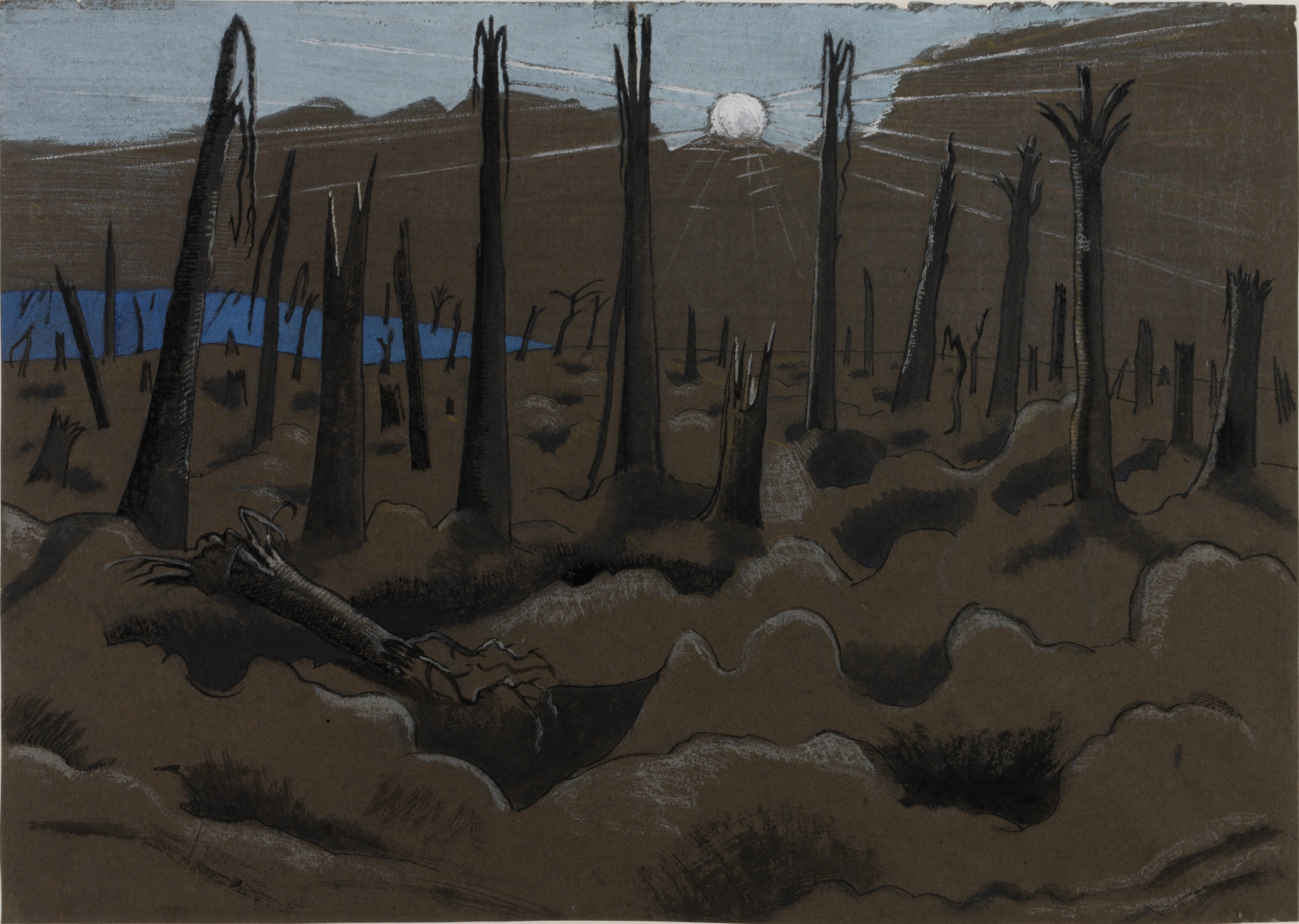
Paul Nash, Sunrise, Inverness Copse (1918).